# 고카다촌
고카다촌(古鹿田村)은 일본 오카야마현 미노군에 설치되었던 촌이다. 현재의 오카야마시의 일부에 해당한다.

## 지리
아사히카와 하류 우안에 위치했다. 

## 역사
- 1889년 6월 1일 - 정촌제 시행으로, 고카다촌(古鹿田村)이 발족.
- 1899년 8월 1일 - 오카야마시, 시카타촌, 후쿠하마촌에 분할 편입. 고카다촌은 폐지됨.

## 참고문헌
- 『岡山市史 政治編』岡山市役所、1964年。